# همفري هوتفيل
همفري هوتفيل (تقريبًا 1010 - أغسطس 1057) كان كونت بوليا وكالابريا من 1051 إلى وفاته. ربما كان همفري الابن الأصغر لتانكريد هوتفيل من زوجته الأولى مورييل.
قاد همفري جيوش عائلتي الهوتفيل (يساعده أخوه غير الشقيق روبرت جيسكارد) والدرينغوت (يساعده ريتشارد درينغوت) في معركة تشيفيتاتي ضد القوات المشتركة للبابوية والإمبراطورية الرومانية المقدسة. تمكن من هزيمة الجيش البابوي الإمبراطوري المشترك ومن أسر البابا ليو التاسع ووسجنه في بينيفينتو.